# Нижній Алиштан
Нижній Алишта́н (рос. Нижний Алыштан, башк. Түбәнге Алаштан) — село у складі Федоровського району Башкортостану, Росія. Входить до складу Булякаївської сільської ради.
Населення — 88 осіб (2010; 95 в 2002).
Національний склад:
- мордва — 71%